# Mitromorpha gracilior
Mitromorpha gracilior är en snäckart som beskrevs av Tryon 1884. Mitromorpha gracilior ingår i släktet Mitromorpha och familjen kägelsnäckor. Inga underarter finns listade i Catalogue of Life.